# Valernes
Valernes település Franciaországban, Alpes-de-Haute-Provence megyében. Lakosainak száma 242 fő (2022. január 1.). Valernes Châteaufort, Entrepierres, Nibles, Saint-Geniez, Sisteron, Vaumeilh és Le Poët községekkel határos.

## Népesség
A település népessége az elmúlt években az alábbi módon változott:
| Lakosok száma | 174  | 178  | 222  | 239  | 256  | 253  | 250  | 245  | 244  | 242  |
|               | 1968 | 1982 | 1990 | 2006 | 2013 | 2015 | 2017 | 2019 | 2020 | 2022 |